# Highgrove
Highgrove és una concentració de població designada pel cens dels Estats Units a l'estat de Califòrnia. Segons el cens del 2000 tenia 3.445 habitants.

## Demografia
Segons el cens del 2000, Highgrove tenia 3.445 habitants, 1.026 habitatges, i 777 famílies. La densitat de població era de 1.209,2 habitants/km².
Dels 1.026 habitatges en un 48,9% hi vivien nens de menys de 18 anys, en un 51,3% hi vivien parelles casades, en un 16,4% dones solteres, i en un 24,2% no eren unitats familiars. En el 16,6% dels habitatges hi vivien persones soles el 4,2% de les quals corresponia a persones de 65 anys o més que vivien soles. El nombre mitjà de persones vivint en cada habitatge era de 3,35 i el nombre mitjà de persones que vivien en cada família era de 3,81.
Per edats la població es repartia de la següent manera: un 36,4% tenia menys de 18 anys, un 10,1% entre 18 i 24, un 31,1% entre 25 i 44, un 16,1% de 45 a 60 i un 6,2% 65 anys o més.
L'edat mediana era de 27 anys. Per cada 100 dones de 18 o més anys hi havia 103,7 homes.
La renda mediana per habitatge era de 30.685 $ i la renda mediana per família de 33.929 $. Els homes tenien una renda mediana de 32.199 $ mentre que les dones 27.177 $. La renda per capita de la població era de 16.422 $. Entorn del 22,4% de les famílies i el 27,8% de la població estaven per davall del llindar de pobresa.

## Poblacions properes
El següent diagrama mostra les poblacions més properes.